# Домбрувка (Мінський повіт)
Домбрувка (пол. Dąbrówka) — село в Польщі, у гміні Лятович Мінського повіту Мазовецького воєводства.
Населення — 82 особи (2011).

## Демографія
Демографічна структура станом на 31 березня 2011 року:
|          | Загалом | Допрацездатний вік | Працездатний вік | Постпрацездатний вік |
| -------- | ------- | ------------------ | ---------------- | -------------------- |
| Чоловіки | 41      | 10                 | 29               | 2                    |
| Жінки    | 41      | 7                  | 24               | 10                   |
| Разом    | 82      | 17                 | 53               | 12                   |